# The Accident
|  | Denne artikel er oprettet af botten Steenthbot ud fra en ekstern database. Den kan derfor have sproglige fejl eller mangler. Denne skabelon kan fjernes efter kontrol af indholdet. |

The Accident er en dansk eksperimentalfilm fra 2006 instrueret af Lærke Lauta.